# Winklarn (Ausztria)
Winklarn osztrák község Alsó-Ausztria Amstetteni járásában. 2023 januárjában 1848 lakosa volt. 

## Elhelyezkedése

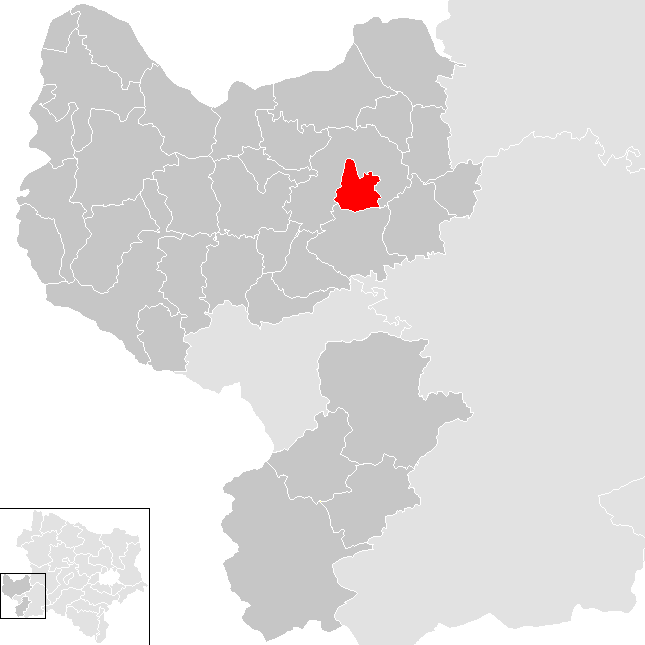
Winklarn az Amstetteni járásban

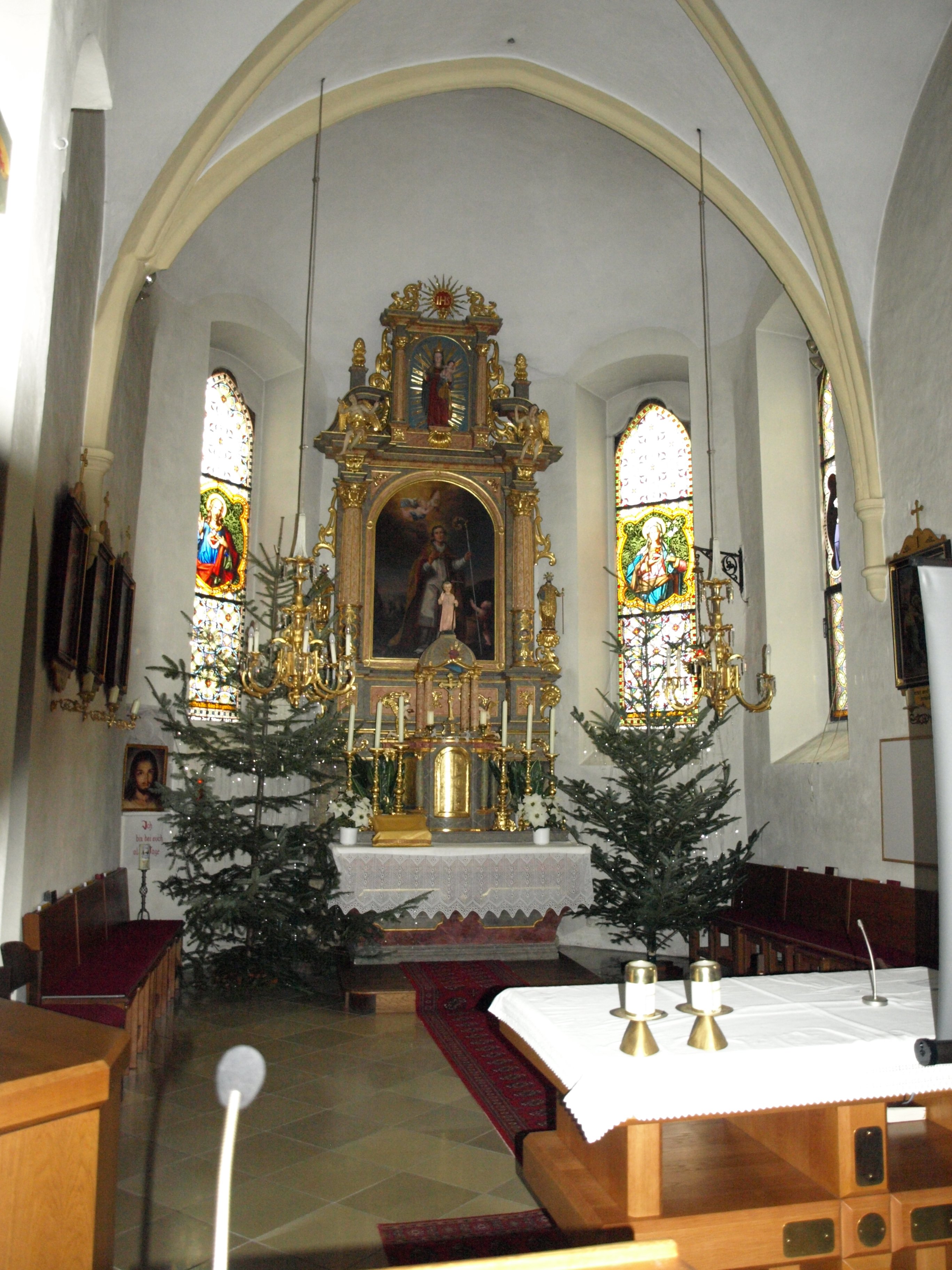
A templom belső tere

Winklarn a tartomány Mostviertel régiójában fekszik az Ybbs (a Duna mellékfolyója) jobb partján. Területének 17,8%-a erdő, 69,6% áll mezőgazdasági művelés alatt. Az önkormányzat két települést egyesít: Haag Dorf (356 lakos 2023-ban) és Winklarn (1492 lakos).
A környező önkormányzatok: északra Amstetten, délre Neuhofen an der Ybbs.

## Története
Winklarn területén a bronzkorban is létezett egy kis település, erről árulkodik a régészek által feltárt 19 halomsír. 837-ben a salzburgi érsek nagy földbirtokban részesült az Ybbs és Url folyók között; itt királyi jóváhagyással Szt. Ruprechtnek szentelt templomot építettek. Utóbbi valószínűleg azonos Winklarn templomával, egyrészt a ritka védőszent miatt, másrészt az épület 1995-ös renoválásakor megtalálták 821-830 körüli alapjait.  
Miután a kalandozó magyarok 955-ben elpusztították a vidéket, Winklarn maradt Salzburg (a 12. századtól az erlai bencés apátság) birtokában, Haag Dorf-ot viszont a fresingi püspök kapta meg és az ulmerfeldi uradalomhoz csatolták. Winklarn (Vinchelaren) nevét először 1234-ben említi egy pápai oklevél, amely megerősíti Erla felügyeleti jogait. A 13. század végén már saját egyházközsége volt. Templomában egy kis zarándokszállás is működött. 1679-ben pestisjárvány szedett áldozatokat.  
Az 1830-as években Winklarnben mindössze 9 házat és benne 9 családot írtak össze; jószágállományuk 12 lóból, 4 ökörből, 36 tehénből, 28 birkából és 18 disznóból állt. Az 1848-as forradalmat követően a feudális birtokrendszer helyett önkormányzatok jöttek létre. Winklarn és Haag Dorf külön községeket alakítottak, amelyek 1972-ben egyesültek. 

## Lakosság
A winklarni önkormányzat területén 2023 januárjában 1848 fő élt. A lakosságszám 1910 óta gyarapodó tendenciát mutat. 2020-ban az ittlakók 94,3%-a volt osztrák állampolgár; a külföldiek közül 1,3% a régi (2004 előtti), 3,4% az új EU-tagállamokból érkezett. 0,9% az egykori Jugoszlávia (Szlovénia és Horvátország nélkül) vagy Törökország, 0,1% pedig egyéb ország polgára volt. 2001-ben a lakosok 95,1%-a római katolikusnak, 1,5% evangélikusnak, 0,1% ortodoxnak, 0,1% mohamedánnak, 1,9% pedig felekezeten kívülinek vallotta magát. Ugyanekkor a legnagyobb nemzetiségi csoportot a németeken kívül (98,3%) a horvátok alkották 1,2%-kal.
A népesség változása:

| 2016 | 1 593 |
| 2018 | 1 683 |

## Látnivalók
- a Szt. Ruprecht-plébániatemplom

## Fordítás
- Ez a szócikk részben vagy egészben  a   Winklarn (Niederösterreich) című német Wikipédia-szócikk ezen változatának fordításán alapul.  Az eredeti cikk szerkesztőit annak laptörténete sorolja fel. Ez a jelzés csupán a megfogalmazás eredetét és a szerzői jogokat jelzi, nem szolgál a cikkben szereplő információk forrásmegjelöléseként.